# Soye-en-Septaine
Soye-en-Septaine és un municipi francès, situat al departament de Cher i a la regió de Centre – Vall del Loira. L'any 2007 tenia 565 habitants.

## Demografia

### Població
El 2007 la població de fet de Soye-en-Septaine era de 565 persones. Hi havia 202 famílies, de les quals 24 eren unipersonals (12 homes vivint sols i 12 dones vivint soles), 87 parelles sense fills i 91 parelles amb fills.
La població ha evolucionat segons el següent gràfic:
Habitants censats

### Habitatges
El 2007 hi havia 217 habitatges, 211 eren l'habitatge principal de la família, 1 era una segona residència i 5 estaven desocupats. 217 eren cases i 1 era un apartament. Dels 211 habitatges principals, 199 estaven ocupats pels seus propietaris, 9 estaven llogats i ocupats pels llogaters i 4 estaven cedits a títol gratuït; 2 tenien dues cambres, 11 en tenien tres, 75 en tenien quatre i 124 en tenien cinc o més. 176 habitatges disposaven pel capbaix d'una plaça de pàrquing. A 60 habitatges hi havia un automòbil i a 140 n'hi havia dos o més.

### Piràmide de població
La piràmide de població per edats i sexe el 2009 era:
| Homes | Edats   | Dones |
| ----- | ------- | ----- |
| 0     | 95 o +  | 0     |
| 0     | 90 a 94 | 0     |
| 4     | 85 a 89 | 0     |
| 0     | 80 a 84 | 0     |
| 4     | 75 a 79 | 0     |
| 8     | 70 a 74 | 4     |
| 4     | 65 a 69 | 24    |
| 16    | 60 a 64 | 12    |
| 16    | 55 a 59 | 12    |
| 12    | 50 a 54 | 12    |
| 8     | 45 a 49 | 8     |
| 24    | 40 a 44 | 8     |
| 40    | 35 a 39 | 36    |
| 48    | 30 a 34 | 36    |
| 4     | 25 a 29 | 28    |
| 4     | 20 a 24 | 0     |
| 12    | 15 a 19 | 16    |
| 12    | 10 a 14 | 24    |
| 36    | 5 a 9   | 36    |
| 28    | 0 a 4   | 20    |

## Economia
El 2007 la població en edat de treballar era de 372 persones, 290 eren actives i 82 eren inactives. De les 290 persones actives 277 estaven ocupades (148 homes i 129 dones) i 13 estaven aturades (3 homes i 10 dones). De les 82 persones inactives 34 estaven jubilades, 36 estaven estudiant i 12 estaven classificades com a «altres inactius».

### Ingressos
El 2009 a Soye-en-Septaine hi havia 211 unitats fiscals que integraven 569 persones, la mediana anual d'ingressos fiscals per persona era de 21.241 €.

### Activitats econòmiques
Dels 11 establiments que hi havia el 2007, 2 eren d'empreses de fabricació d'altres productes industrials, 3 d'empreses de construcció, 1 d'una empresa de transport, 1 d'una empresa d'hostatgeria i restauració, 1 d'una empresa financera, 1 d'una empresa immobiliària, 1 d'una entitat de l'administració pública i 1 d'una empresa classificada com a «altres activitats de serveis».
Dels 4 establiments de servei als particulars que hi havia el 2009, 2 eren paletes, 1 fusteria i 1 restaurant.
L'any 2000 a Soye-en-Septaine hi havia 10 explotacions agrícoles.

## Equipaments sanitaris i escolars
El 2009 hi havia una escola elemental integrada dins d'un grup escolar amb les comunes properes formant una escola dispersa.

## Poblacions més properes
El següent diagrama mostra les poblacions més properes.